# Индонежанска струја
Индонежанска струја  је транспортна топла струја, која повезује воде Пацифика и Индијског океана. Она улази у Индонежански архипелаг кроз Макасарски пролаз, између Борнеа и Сулавесија. Одатле наставља кроз Јаванско море, где се рачва у два крака: северни — кроз Каримата мореуз, па према Малајском мореузу између Малајског полуострва и Суматре, где улази у воде Индијског океана и јужни — који кроз Мореуз Ломбок храни Јужноекваторијалну струју.